# Iglesia del Salvador (Requena)
La iglesia del Salvador está situada en el histórico barrio de la Villa, en la plaza del mismo nombre, del municipio de  Requena, provincia de Valencia, España. Es un edificio construido entre los siglos XIV al  XVI de estilo gótico o gótico tardío y neoclásico, con una intervención posterior, en el siglo XVIII. Es la iglesia de mayor rango de las tres que hay en el dicho barrio y está abierta al culto.
El templo fue declarado monumento histórico-artístico y pertenece al «Tesoro Archivista Nacional» desde el año 1931.

## Descripción
La iglesia del El Salvador del siglo XV y de estilo neoclásico y gótico florido fue edificada en el solar de una ermita dedicada a Santa Bárbara y sobre sus restos. Su fundación se corresponde a los tiempos del rey Alfonso XI. 
Su obra se inició en el año 1380 y concluyó en el año 1533. Es una iglesia de tres naves cuya nave central es la de mayor anchura y altura, con capillas entre los contrafuertes. Las naves se dividen en cuatro tramos y la cabecera, el primer tramo a los pies no está abierta a las naves laterales; en el lado izquierdo está situada la torre. Las naves laterales se prolongan a los lados de la cabecera. Este espacio poligonal de seis lados está cubierto con bóvedas de nervaduras. La fábrica de la iglesia es de sillería caliza. El interior se encuentra revocado, excepto la cabecera. El pórtico es de estilo gótico florido isabelino. 
En el siglo XVIII se realizaron las siguientes reformas:
- Capilla de la Comunión, de estilo neo-clásico. Está adosada a la iglesia y a ella se accede por el cuarto tramo de la izquierda de la iglesia. Presenta planta octogonal,  columnas corintias y cúpula con linterna.
- La Sala de cabildo de clérigos y el coro.

### La fachada central
Al igual que en la Iglesia de Santa María, (iglesia del barrio de la Villa), sobresale la portada de estilo gótico flamígero. Tiene tres arquivoltas apuntadas y una exterior conopial. Bajo los arranques de las arquivoltas tiene a los lados pedestales y doseletes que albergaban esculturas de los doce apóstoles aunque en la actualidad faltan esculturas y algunas están muy deterioradas. El acceso a la iglesia se realiza por la entrada principal a través de dos arcos carpaneles sobre los que se encuentra el tímpano en el que se ha representado El Salvador dentro de una mandorla con ángeles sobre un águila. La portada está flanqueada por pilastras rematadas con pináculos hasta la cornisa. Este espacio está rematado por una serie de arquerías ciegas que terminan en la parte superior con forma circular con tracerías góticas. 
Sobre la cornisa de la portada hay un óculo que ilumina la nave central de la iglesia. La parte superior de la fachada está rematada a dos aguas con bolas.

### La torre del campanario
Tiene los dos primeros cuerpos realizados en sillería mientras que el de campanas está realizado con ladrillos y pilastras dóricas flanqueando las aristas.

## Reconstrucción
El interior de la iglesia fue remodelado entre los años 1710 a 1712 por el famoso arquitecto Juan Pérez Castiel en estilo barroco, con pilastras corintias esgrafiadas y claves decoradas con cornucopias policromadas y doradas. 
En 1779 se derrumbó la torre que había sido reconstruida en el año 1636 afectando a la nave central y lateral izquierda y se reconstruyó en 1791.

## sigloXXI
Es el único templo del barrio de la Villa de Requena abierto al culto católico. En ella tiene su sede la Real Cofradía El Descendimiento de Nuestro Señor Jesucristo de Requena donde se guarda la imagen del titular durante todo el año.

## Imágenes

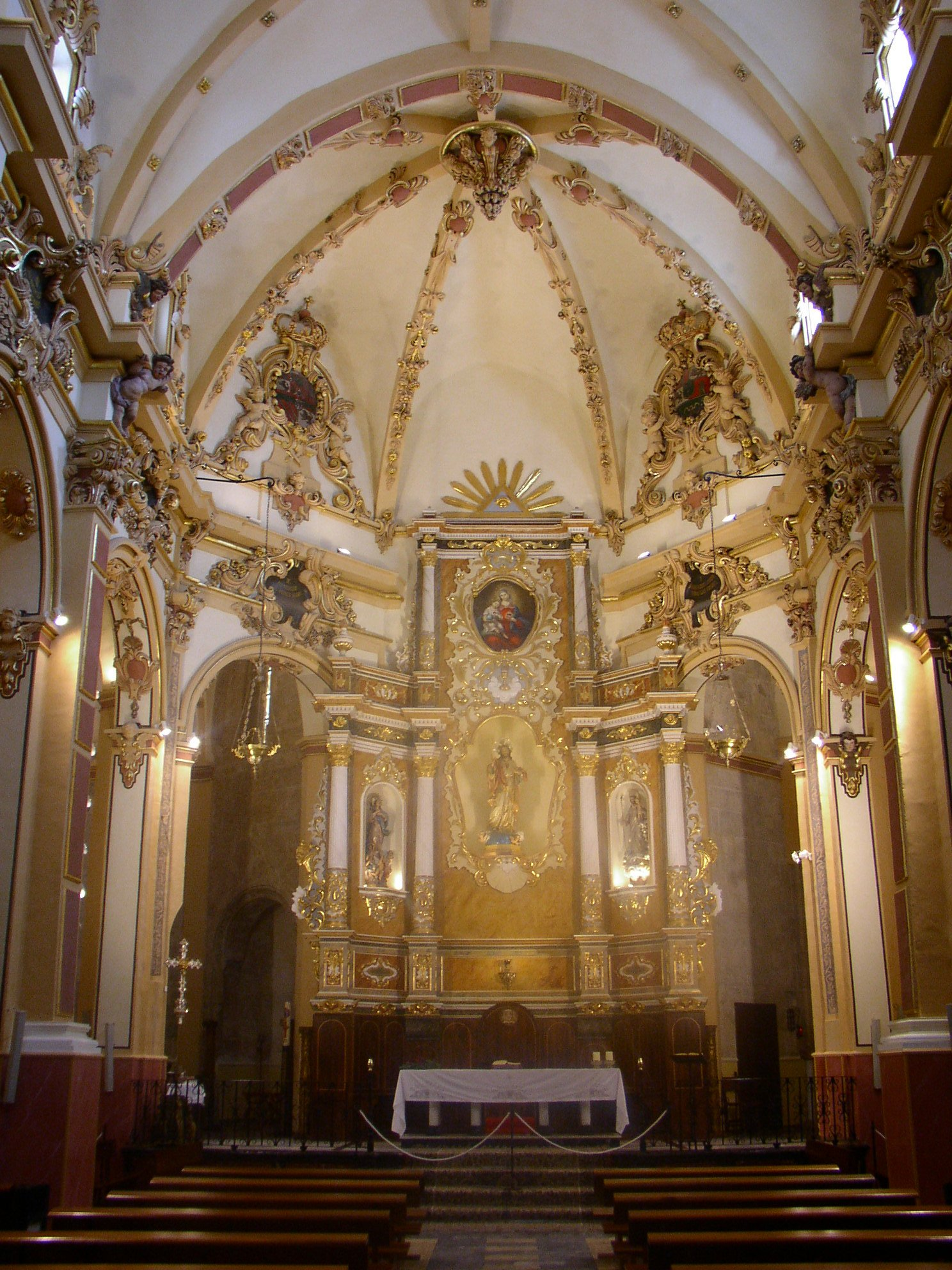
Interior de la iglesia.
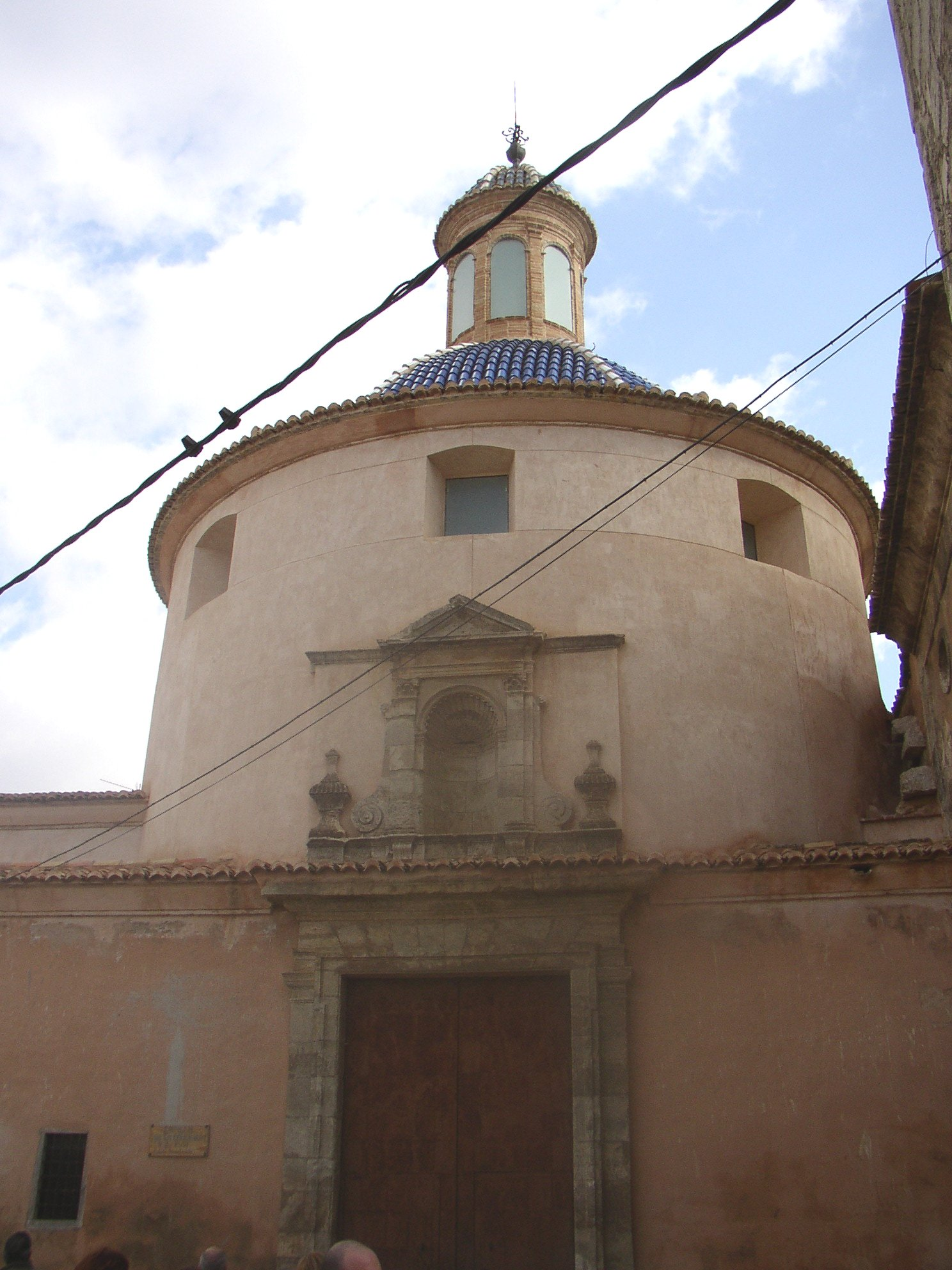
Fachada de la capilla de la comunión.
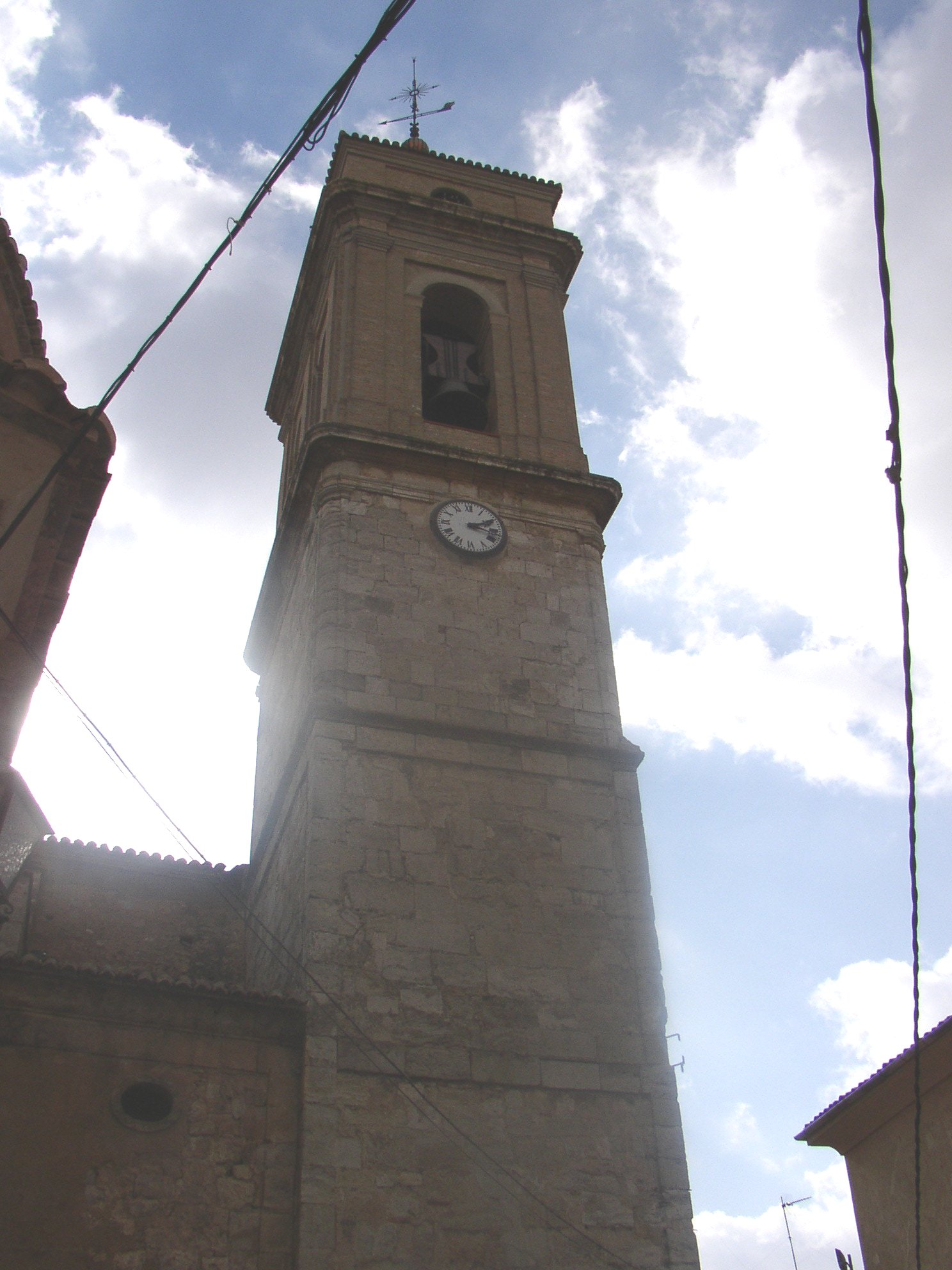
Torre del campanario